# Кастино
Кастино (рос. Кастино) — присілок у Гатчинському районі Ленінградської області Російської Федерації.
Населення становить 9 осіб. Належить до муніципального утворення Сяськелевське сільське поселення.

## Географія
Населений пункт розташований на південній околиці міста Санкт-Петербурга.

## Історія
Згідно із законом від 16 грудня 2004 року № 113—оз належить до муніципального утворення Сяськелевське сільське поселення.

## Населення
| 1838 | 1848 | 1862 | 1997 | 2006 | 2007 | 2010 |
| ---- | ---- | ---- | ---- | ---- | ---- | ---- |
| 113  | ↗188 | ↗260 | ↘6   | ↘4   | ↗5   | ↗12  |
| 2012 | 2013 | 2017 |      |      |      |      |
| ↘9   | ↘8   | ↗9   |      |      |      |      |